# (3696) Herald
(3696) Herald – planetoida z pasa głównego asteroid okrążająca Słońce w ciągu 5 lat i 187 dni w średniej odległości 3,12 au Została odkryta 17 lipca 1980 roku w stacji Anderson Mesa należącej do Lowell Observatory przez Edwarda Bowella. Nazwa planetoidy pochodzi od Davida Heralda, australijskiego astronoma amatora. Została zasugerowana przez Briana G. Marsdena. Przed jej nadaniem planetoida nosiła oznaczenie tymczasowe (3696) 1980 OF.